# 매소성 전투
매소성 전투 또는 매소성 대첩은 나당 전쟁 당시 675년 신라와 당나라가 매소성에서 벌인 전투로, 신라는 이 전투에서 당나라 20만 대군을 격파하여 그 간의 패배를 만회하고 나당 전쟁의 전세를 역전시켰다.

## 배경
신라가 당나라군이 주둔한 옛 백제, 고구려의 땅을 찾기 위해 670년 일으킨 나당 전쟁은 672년 신라가 웅진성의 웅진 도독부를 축출하여 백제 땅을 되찾는 등 초기에 신라에게 유리하게 전황이 형성되었다.
이에 당나라는 671년, 설인귀에게 수군을 끌고 백제로 향하게 하고, 육지로는 당군과 말갈족으로 편성된 군대를 동원해 압록강으로 남침하였다. 육군은 나름대로 성과를 거두어 672년 7월에 평양을 점령하고, 8월에는 한시성(韓始城)과 마읍성(馬邑城)을 점령하면서 신라를 위협했지만, 설인귀의 수군은 신라군에 격파당하고 당으로 되돌아갔다. 신라군과 안승의 고구려 부흥군은 672년 12월 백빙산 전투와 673년 호로하 전투에서 당나라군에게 대패하기도 했다.
675년에 당나라의 장수 이근행은 20만 대군을 이끌고 신라 매소성 인근 지역을 공략하고 신라는 매소성 인근의 당나라군을 격파하기 위해 매소성을 총공격하였다.

## 전투 과정
매소성의 당나라군을 격파하기 위해 신라 명장 김유신의 둘째 아들 김원술이 보병 3만을 이끌고 공격한다.
당시 신라군은 매소성 주위 초성리산성, 초성리토성, 수철성 등 3곳에 주둔하고 있었는데 신라군은 장창병(길이가 긴 창), 노병, 쇠뇌 등으로 보급 부대를 호위하기 위해 달려오는 당나라 기병 수천을 무찌른다.
또한 신라군은 지금의 경기도 파주시에 있는 천성을 공격해 천성 전투를 치러 승리하면서 매소성 20만 당나라군의 보급로를 차단한다.
그리고 인근 협곡의 산성까지 진을 쳐 당나라 기병과 정면 승부를 벌여 승리하면서 매소성을 지킨다.

## 결과 및 영향
신라는 이 전투에서 당군의 기병 수천을 거의 전멸시키고 말 3만380필을 빼앗았으며, 3만명분의 무기도 빼앗았다.
그 후 676년 기벌포 해전에서도 승리하면서 나당 전쟁은 신라의 승리로 종결되었다.

## 같이 보기
- 매소성
- 기벌포 해전
- 기벌포